# Paseo San Francisco

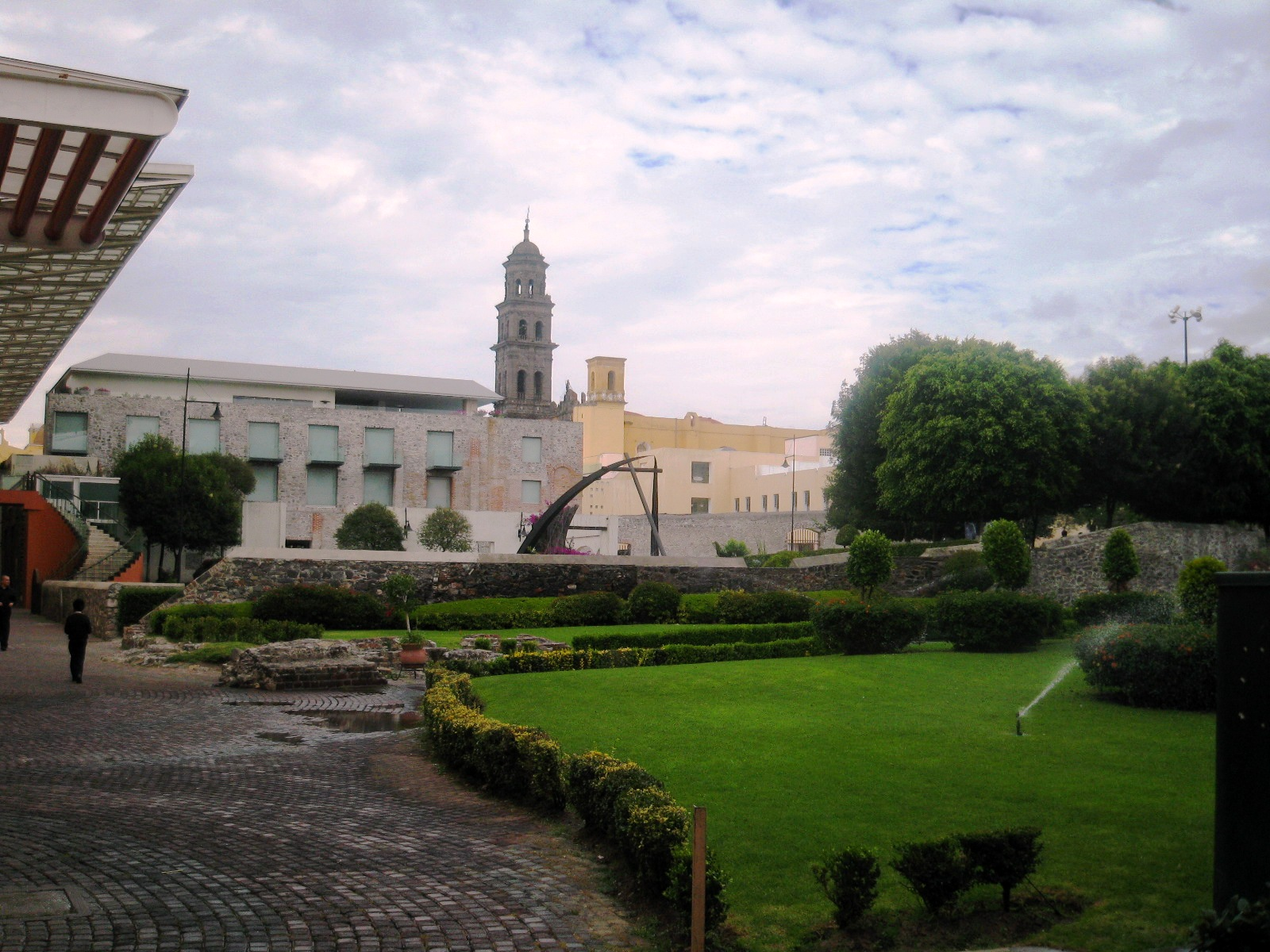
Vista de los jardines del Paseo San Francisco.

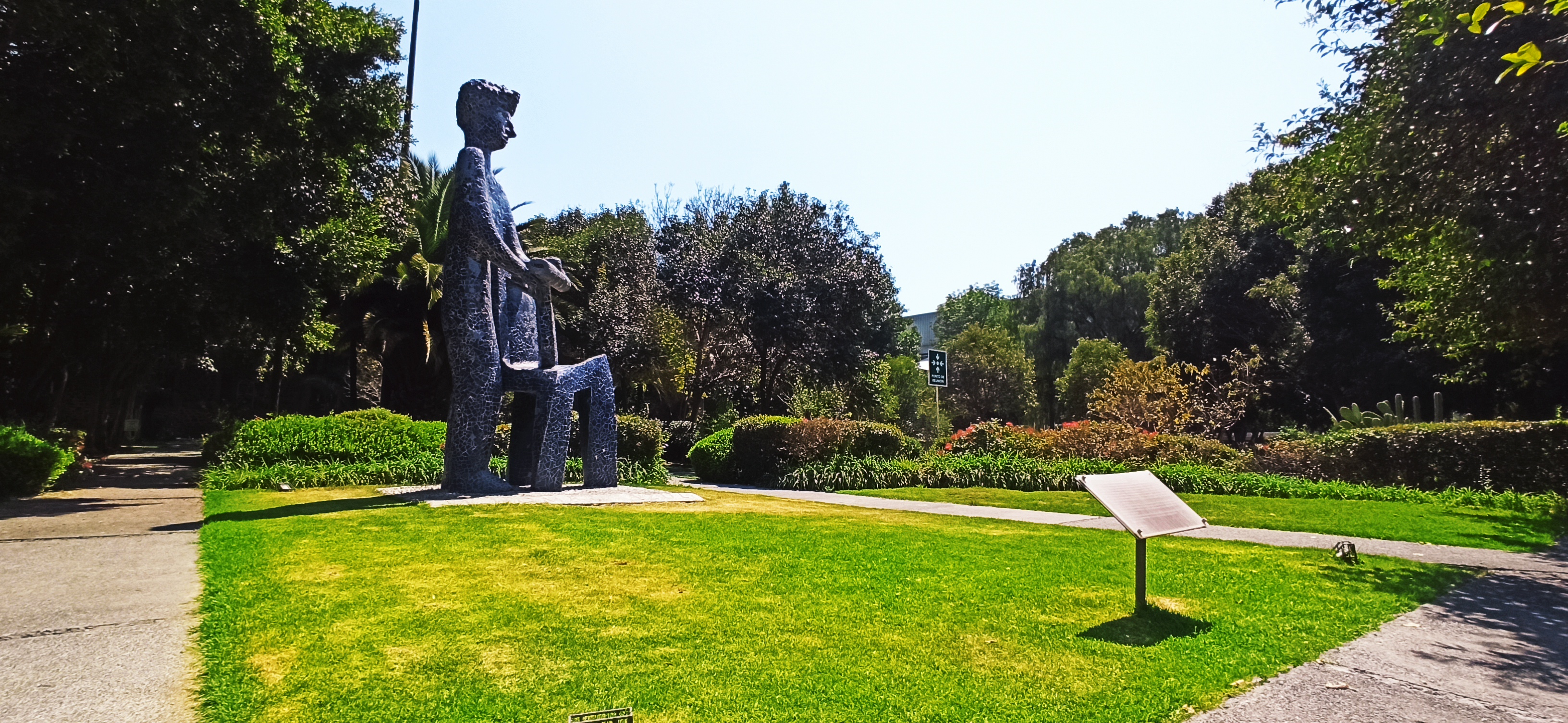
Parque San Francisco

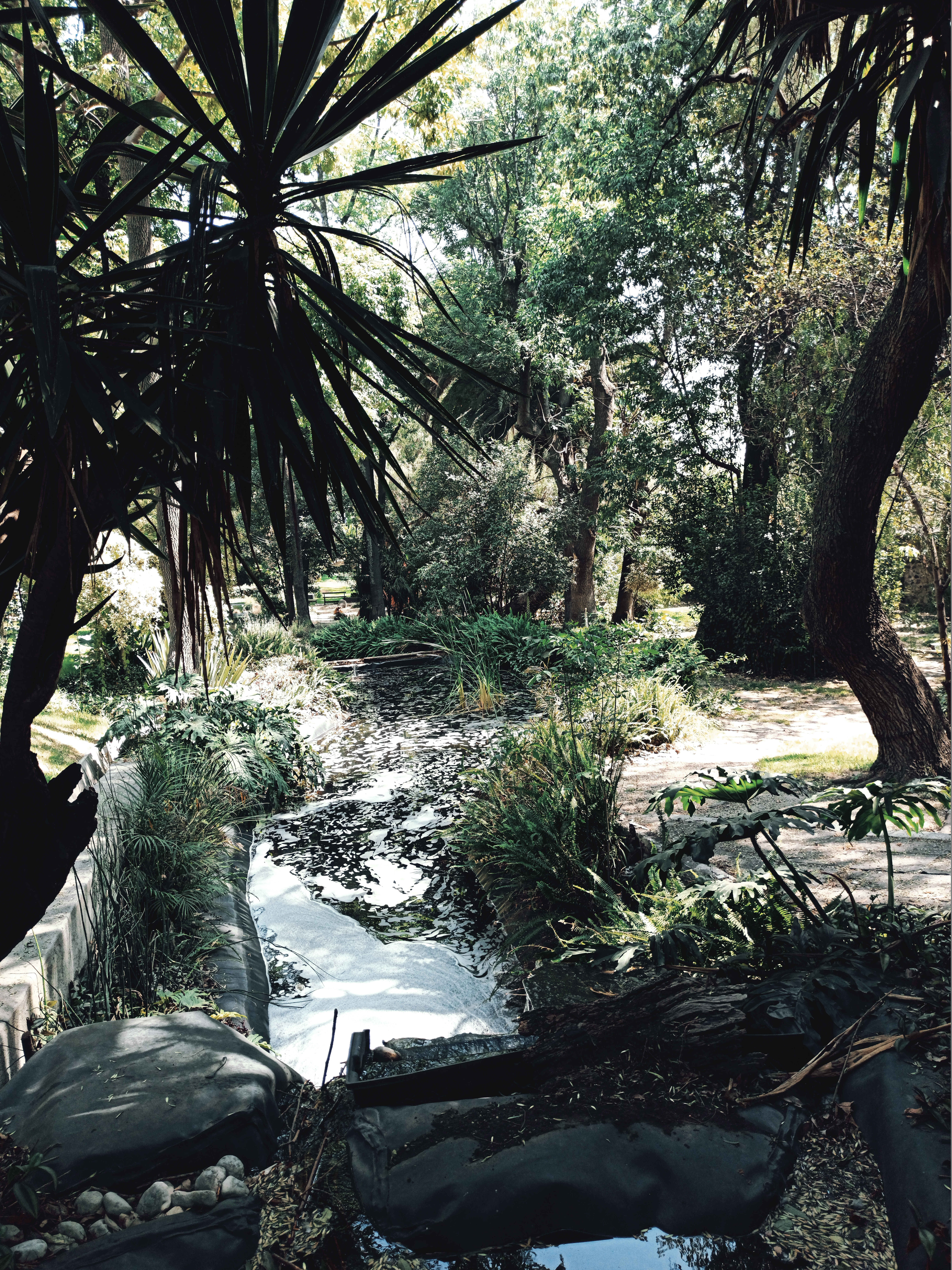
Jardines

El paseo de San Francisco es una zona histórica de la ciudad de Puebla, ubicada en las márgenes de su centro histórico, en esta zona fue fundada la ciudad en 1531.
Fue el primer sitio arqueológico explorado. Se realizaron descubrimientos de importancia para Puebla; Patrimonio industrial, desarrollo de Monasterio Franciscano y, además, evidencia sobre ocupación humana antes, durante y después de los inicios de la vida de nuestra ciudad.
En las áreas cerca del agua, fueron localizadas vasijas de cerámica y objetos líticos, hallazgos que revelan a Huitzilapan (denominación indígena del área de Paseo de San Francisco, cuya interpretación es «aves sobre agua» o «aves sobre la frescura del agua») como un espacio ritual dedicado al agua (1200 a. C.. y 1800 a. C.)

## Historia
El paseo de San Francisco ha desempeñado un importante papel en el desarrollo histórico y cultural de la ciudad de Puebla. El proyecto arqueológico «Estanque de los Pescaditos»,  fue pionero en la exploración arqueológica de diversos vestigios desde la época prehispánica y el periodo colonial, hasta la etapa de desarrollo industrial. Este proyecto sentó las bases para el reconocimiento de esta zona como lugar de gran riqueza histórica, arqueológica y cultural; siendo hoy en día el sitio arqueológico más explorado e importante dentro de la traza urbana de Puebla.
Actualmente se le pueden visitar diferentes zonas arqueológicas como los restos de la casa de García Aguilar, uno de los fundadores de Puebla y capitán de Hernán Cortés, quien le cedió el predio para la construcción de su vivienda en 1533; el siguiente propietario fue su nieto, Felipe Ramírez de Arellano en 1664.  Aún se observa la cimentación de la cocina, patio y la huerta; el complejo hidráulico, los más antiguos vestigios del convento de San Francisco, los hornos de cerámica mayólica del siglo XVII. También es posible recorrer los inmuebles que pertenecieron a las industrias textiles durante el siglo XIX, los cuales, actualmente son museos, centro de convenciones y centro comercial, así como la fábrica de hielo y bebidas gaseosas Casa Latisnere «posteriormente la superior», y finalmente las ventanas arqueológicas que muestran noques o fosas para el curtido de piel de la curtidora La Piel del Tigre que está dentro del centro comercial Paseo de San Francisco.

## Desarrollo Industrial
A finales del siglo XIX se edificó un conjunto de fábricas que hoy ocupa el centro comercial, la curtiduría La Piel de Tigre y la fábrica textil La Guia.
En esta colonia industrial se ubicaron cinco fábricas de gran importancia en su tiempo. Fueron recuperadas por medio del «Fideicomiso del Paseo de San Francisco» aunque no en su totalidad y, actualmente forman parte del patrimonio industrial de la capital. Ahora las fábricas La Violeta, La Oriental, La Mascota, La Superior y La Piel del Tigre han sido rescatadas, reconstruidas y reutilizadas con diferente propósito.

### La Violeta
Fundada en 1908 por Luis Cué Romano y José González Soto, se ubica en los terrenos del antiguo estanque de los pescaditos y del noviciado del convento de San Francisco. Cerró sus puertas en 1995 y actualmente es una galería de arte contemporáneo y diseño. En la parte trasera se hallaron antiguos vestigios del Ex Convento de San Francisco.

### La Oriental
Fundada en 1920, se ubica sobre los terrenos de las huertas del convento de San Francisco. En 1928, Su nombre original era «La Iberia», al modernizarse y ampliarse, cambia su nombre por «La Oriental», estuvo en función hasta 1995. Aún se puede leer su nombre en el portón principal sobre el callejón de la 10 norte. Actualmente son oficinas del área de libre comercio (ALCA).

### La Mascota
La fábrica «La Guia», fue fundada en 1897 durante el auge económico propiciado por la estabilidad del gobierno de Porfirio Díaz. Inicialmente se ubica en el antiguo callejón de pescaditos y, con el tiempo se transforma en «La Mascota»
La ampliación modificó la entrada principal y se llegó a formar parte de la «Compañía Industrial La Pastora» que cerró sus puertas en 1994, Esta fue destinada a la transformación de la materia en el producto final textil. En la fachada del centro comercial aún se observa parte de la fachada original de la fábrica y en el chacuaco ubicado en el patio central, aún se observa el nombre de La Pastora. Actualmente alberga el centro de convenciones de la ciudad de Puebla.

### La Superior
Perteneció a Casa Latisnere. Fundada en 1884 por J.E. Lastinere, un inmigrante de origen francés quien abre una fábrica para la producción de bebidas de sabores, limonadas y agua mineral, esto debido a la presencia de un manantial el cual se aprovecha para producción de bebidas, según la escritura del predio.
Durante la mitad del siglo XX, la fábrica es vendida a la familia García Cano, posteriormente cambia su nombre a «La Superior», sin embargo; el giro de la fábrica no varía y se mantiene produciendo bebidas de sabores, hielo y agua mineral, hasta que cerró sus puertas en 1994.
El inmueble fue restaurado y recuperado casi en su totalidad incorporando el diseño arquitectónico contemporáneo de Legorreta + Legorreta Arquitectos y edificado en conjunto con el despacho Serrano Monjarraz Arquitectos. Actualmente alberga el Hotel-Boutique "La Purificadora".

### La Piel del Tigre
Se fundó en 1885 por el señor León Armenta, su sistema de producción funcionaba con maquinaria de vapor, siendo la primera y única del estado en adoptar esta tecnología. Se especializaban en curtido de cuero de res y carnero con la que producían zapatos.

### Ventanas Arqueológicas
En el año 2004, al realizar expediciones arqueológicas dentro del centro comercial Paseo de San Francisco, se descubrieron tinas utilizadas para el curtido vegetal que pertenecieron a la curtiduría «La Piel del Tigre». Algunas servían para la depilación y descamado, otros para sumergir la piel en agua con sustancias curtientes y otros para enjuagar. Al finalizar el proceso, la piel era puesta a secar en un área llamada «Los asoleadores».

## Estanque de los Pescaditos
Durante la época prehispánica este espacio era un pequeño lago que se formaba con las aguas del arrollo Xonaca, del Río Almoloyan y de los manantiales que abundaban en la zona. Fue considerado un lugar sagrado donde realizaban rituales y ofrendas al agua.
Para el siglo XIX se convirtió en el «Trivolí de los Pescaditos» para recreación de las familias poblanas y para el siglo XX pasó a formar parte de la fábrica Textil «La Violeta», como consecuencia, el lago se secó y el lugar se transforma en jardín.